# Macarthuria
Macarthuria ,  biljni rod smješten u vlastitu porodicu Macarthuriaceae, dio reda klinčićolike.
Porodica je opisana 2014 godine.

## Vrste
1. Macarthuria apetala Harv.
2. Macarthuria australis Hügel ex Endl.
3. Macarthuria complanata E.M.Ross
4. Macarthuria ephedroides C.T.White
5. Macarthuria georgeana Keighery
6. Macarthuria intricata Keighery
7. Macarthuria keigheryi Lepschi
8. Macarthuria neocambrica F.Muell.
9. Macarthuria vertex Lepschi